# John Fothergill (Mediziner)

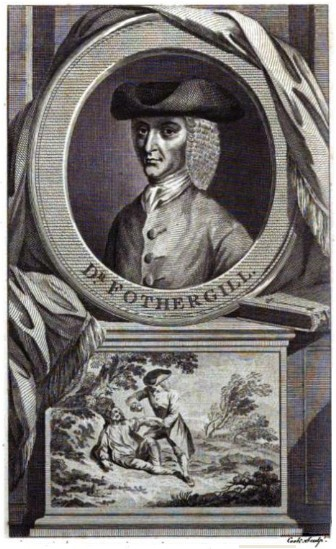
John Fothergill, Stich von 1781

John Fothergill (* 8. März 1712 im Weiler Carr End der Gemeinde Bainbridge in Yorkshire; † 26. Dezember 1780 in London) war ein englischer Mediziner.

## Leben und Wirken
Fothergill wurde als zweiter Sohn von John Fothergill, sen. (1676–1745), einem Quäker-Prediger und Bauer, und seiner ersten Ehefrau, Margaret Hough (1677–1719). Er erhielt seine frühe Ausbildung an Frodsham in Cheshire und an der Sedbergh School in Sedbergh in Cumbria. Etwa um das Jahr 1727–1728 herum wurde er Lehrling bei einem Apotheker namens Benjamin Bartlett in Bradfield in South Yorkshire. Nach Ablauf der Lehrzeit ging er nach Edinburgh und studierte Medizin. Er besuchte die Vorlesungen von Alexander Monro I., Charles Alston, John Rutherford, Andrew Sinclair (1726–1757) und Andrew Plummer, alles Schüler aus der Schule von Herman Boerhaave.
Fothergill schloss sein Studium im Jahre 1736 ab. Am Dienstag, den 14. August 1736 wird er in Edinburgh mit dem Thema Emeticorum Usu in variis morbis tractandis zum Doktor der Medizin promoviert. Es folgte eine weitere Ausbildung am St Thomas’ Hospital in London.
Nach dem Besuch des kontinentalen Europas, so Flandern und Holland im Jahre 1740, ließ er sich erneut in London nieder, wo er eine Praxis eröffnete. So soll er während der Influenza-Epidemien während der Jahre 1775 und 1776 bis zu 60 Patienten täglich behandelt haben.
Er war ein Freund von Benjamin Franklin, mit dem er im Jahre 1774 an einem Plan für eine britische Versöhnung mit den amerikanischen Kolonien nachdachte. Sie trafen sich, als die Pennsylvania General Assembly, das Landesparlament des US-Bundesstaates von Pennsylvania, Franklin im Jahre 1757 nach London schickte. Bei seiner Ankunft in London erkrankte Franklin und wurde dadurch Fothergill-Patient.
Im Jahre 1745 hielt Fothergill an der Royal Society of London, deren Fellow er 1763 wurde, einen kurzen Vortrag über das Werk des schottischen Chirurgen William Tossach (1700?–1771), einer der ersten bekannten Vorträge über die Praxis der Mund-zu-Mund-Beatmung. Er war einer der ersten, denen im Jahre 1773 die Identifizierung und Beschreibung der Trigeminusneuralgie gelang, und zählt zu den Ersten, die einen direkten Zusammenhang zwischen der Verhärtung von Herzkranzgefäßen und Angina pectoris sahen.
1770 wurde er zum Mitglied der American Philosophical Society gewählt.
Als Pflanzensammler und Botaniker legte er in Upton nahe Stratford-upon-Avon einen botanischen Garten mit seltenen Pflanzen aus aller Welt an.
1764 finanzierte er den Druck der englischen Bibelübersetzung des Quäkers Anthony Purver.

## Ehrungen
Die Pflanzengattung Fothergilla aus der Familie der Zaubernussgewächse (Hamamelidaceae) wurde nach ihm benannt.

## Schriften (Auswahl)
- Botanical Album. Hortus siccus. Upton, Stratford ca. 1770.
- J. Elliot: A Complete Collection of the Medical and Philosophical Works of John Fothergill. John Walker, London 1781 (online).
- The Works of John Fothergill. Charles Dilley, London 1784.
- Remarks on that complaint commonly known under the name of sick-headach. In: Med Observ Inquir. Band 6, 1784, S. 103–137.